# NK Hrvatski Dragovoljac
Az NK Hrvatski Dragovoljac egy horvát labdarúgócsapat, melynek székhelye Zágrábban található. Jelenleg a horvát másodosztályban szerepel. Hazai mérkőzéseiket az 5000 fő befogadására alkalmas NŠC Stjepan Spajić Stadionban játsszák.

## Történelem
A klubot 1975-ben alapították NK Trnsko 75 néven, amit egy évvel később ONK Novi Zagreb-ra, 1990-ben pedig NK Novi Zagreb-ra változtattak. 
A Horvátország függetlenségéért folytatott háborúban– ami 1991-ben kezdődött– a klub tagjai közül többen is önkéntesként harcoltak. Az ő illetve a háború során elhunytak tiszteletére a klub nevét átkeresztelték Hrvatski Dragovoljac-ra, ami szabad fordításban horvát önkéntest jelent. 1994-ben kezdték el a szereplésüket a másodosztály nyugati csoportjában és ekkor alkották meg a mai is használatban lévő új címert is. 
1995-ben megnyerték a másodosztályt és feljutottak az élvonalba. 1997-ben a harmadik helyen végeztek, ami az eddigi legjobb eredményük és indulhattak az Intertotó-kupában.

## Sikerek
- Horvát másodosztály: 
  - 1. hely (2): 1994-95 (Nyugat), 2012–13

### Európai kupákban való szereplés
| Szezon    | Sorozat        | Forduló | Ellenfél      | Hazai | Idegenbeli | Össz. |
| --------- | -------------- | ------- | ------------- | ----- | ---------- | ----- |
| 1997–98   | Intertotó-kupa | Group 2 | Bastia        | 0–1   | –          | –     |
| 1997–98   | Intertotó-kupa | Group 2 | Silkeborg     | –     | 0–5        | –     |
| 1997–98   | Intertotó-kupa | Group 2 | Ebbw Vale     | 4–0   | –          | –     |
| 1997–98   | Intertotó-kupa | Group 2 | GAK           | –     | 3–1        | –     |
| 1998–99   | Intertotó-kupa | S1      | Lyngby BK     | 1–4   | 1–0        | 2–4   |
| 1999–2000 | Intertotó-kupa | S1      | Newry City FC | 1–0   | 0–2        | 1–2   |

## Ismertebb játékosok
- Blaž Slišković
- Ante Jazić
- Robert Prosinečki
- Vladimir Vasilj
- Boris Živković